# Deianira nervosa
Deianira nervosa là một loài thực vật có hoa trong họ Long đởm. Loài này được Cham. & Schltdl. mô tả khoa học đầu tiên năm 1826.